# Antoine Jacques de Chamon
Antoine Jacques de Chamon, né le 25 juillet 1767, à Bulgnéville (Vosges), et mort le 28 mai 1851, à Saint-Claude (Jura), est un évêque catholique français, évêque de Saint-Claude.

## Biographie
Antoine Jacques de Chamon est né le 25 juillet 1767, à Bulgnéville (Vosges).
Après des études classiques, il part au séminaire de Toul pour s'instruire de la théologie et de la philosophie, avant d'y enseigner cette dernière, de 1786 à 1791.
Il est ordonné prêtre le 18 septembre 1790, par Étienne des Michels de Champorcin, évêque de Toul, après l'obtention d'une dispense d'âge du pape Pie VI.
En février 1791, il est nommé vicaire général du diocèse de Toul, par Étienne de Champorcin, puis part le 27 juin 1792 à Metz, où il est investi d'un ministère par le cardinal Louis de Montmorency, évêque de Metz, qu'il exerce, jusqu'au mois d'août de la même année, avant de rejoindre Étienne de Champorcin, en émigration à Trèves, à la suite de leur refus de prêter serment à la Constitution civile du clergé. 
L'avancée des troupes françaises le contraint à se retirer à l'abbaye d'Echternach (Luxembourg), où il étudie la théologie, le droit canonique et l'allemand.
En 1794, l'invasion du Grand duché, le pousse à partir pour Montabaur (Royaume de Prusse), où il devient professeur de français, avant de partir en septembre 1795, pour Wurtzbourg (Évêché de Wurtzbourg), puis chez le gouverneur Karl August von Hardenberg, à Ansbach (Royaume de Prusse). 
En septembre 1797, il se rend à Vienne (Archiduché d'Autriche), où protégé par Anne de La Fare, évêque de Nancy, et Louis de Sabran, évêque de Laon, qui y habitent, et devient l'aumônier et le secrétaire privé du comte Joseph de Ferraris, Generalfeldmarschall et cartographe.
En juillet 1804, il part pour la Pologne, où il devient le précepteur de plusieurs jeunes seigneurs, puis, en 1806, chanoine honoraire au chapitre de Kamianets (Podolie), où il exerce un ministère, puis réside, avec Louis de Sabran, au château de Łańcut (Galicie), auprès des princes Czartoryski.
À la mort de Louis de Sabran, en 1811, il retourne à Kamianets, où il fonde, à la demande de Kinský, archevêque de Lamberg, et du gouverneur de Galicie, un établissement éducatif destiné à l'instruction de la jeunesse polonaise, qu'il dirige jusqu'en septembre 1814.
De retour en France, en octobre 1814, il circule à Paris, Cambrai et Carcassonne, avant de devenir, en 1816, à la demande d'Alexandre de Talleyrand-Périgord, archevêque de Reims, aumônier du régiment des hussards de la Garde royale, charge pour laquelle il reçoit la décoration du Lys.
En 1818, il rejoint Carcassonne, pour y être nommé vicaire général, par Arnaud-Ferdinand de La Porte, évêque de Carcassonne.
Il devient lui-même évêque de Saint-Claude, le 12 février 1823, est confirmé à son siège le 6 mai 1823, et est consacré le 13 juillet 1823, avant d'être officiellement installé le 30 août 1823.
Il meurt le 28 mai 1851, à Saint-Claude (Jura), dans la cathédrale de laquelle ville il est inhumé le 4 juin 1851.

## Distinction
- Chevalier de la Légion d'honneur (26 septembre 1850)[2]